# Javanshir Feyziyev
Cavanşir Feyziyev (azerí: Cavanşir Əyyub oğlu Feyziyev) (Şəki, Azerbaiyán, 12 de julio de 1963) es diputado de la Asamblea Nacional de Azerbaiyán (V convocatoria), miembro de la Comisión de Asuntos Culturales y de la Comisión de Relaciones Internacionales e Interparlamentarias.

## Biografía
En 1963 nació en la aldea de Boyuk Dehne, en la región de Shaki.

En los años 1970-1980 estudió en la escuela secundaria en la región de Shaki.

Entre los años 1983-1985 realizó el servicio militar en Kazajistán.

1986-1991 – Estudió en la Facultad de Traducción del Instituto Pedagógico de Lenguas Extranjeras de Azerbaiyán y se graduó con mención honorífica de excelencia en la especialidad de profesor-intérprete.

1991-1992 – Trabajó como Director Ejecutivo del Centro de Capacitación y Traducción “Lingüista”, adjunto al Instituto Pedagógico de Lenguas Extranjeras de Azerbaiyán.
 
1992-1994 – Trabajó como profesor de la Cátedra de Traducción en el Instituto Pedagógico de Lenguas Extranjeras de Azerbaiyán. 
Entre septiembre de 1994 y mayo de 1995 ocupó los cargos de intérprete y administrador en la organización humanitaria belga «Médicos sin Fronteras». Entre mayo de 1995 y octubre de 1998 fue jefe de departamento en la oficina de representación del Cáucaso en Azerbaiyán de la organización «Philip Morris» de los Estados Unidos. Entre octubre de 1998 y octubre de 2002 fue fundador y director de la compañía «Planet Co. Ltd». Entre octubre de 2002 y noviembre de 2010 trabajó como cofundador y director general de la compañía «AvroMed». Desde el año 2004 es el fundador de la compañía de «Tour-Invest» en Shaki. 
Entre diciembre de 2010 y octubre de 2015 es miembro de la cuarta convocatoria de la Asamblea Nacional de Azerbaiyán, diputado de la segunda circunscripción electoral N.º 115 de Shaki. Fue reelecto en noviembre de 2015.
Está casado, tiene 4 hijos.

## Actividad científica
Entre los años 2004-2009 realizó estudios de doctorado en el Instituto de Filosofía, Sociología y Derecho de la Academia Nacional de Ciencias de la República de Azerbaiyán (ANCA). En octubre de 2009 defendió su tesis doctoral titulada "Aspectos morales de los conflictos etnopolíticos" y obtuvo un doctorado en Filosofía.
Desde 2010 es doctor del Instituto de Filosofía de la ANCA. Está en vísperas de doctorarse en Ciencias Políticas con su Tesis - “La Unión de los Estados Turcos: Modelo Euroasiático de Integración Global”.
En 2002 se publicó en inglés su libro llamado “Conflictos etno-políticos en el Cáucaso y su influencia en la independencia estatal”. En 2008 fue publicado su libro  titulado “Filosofía de la paz”.  En 2013 su monografía titulada "La Unión de los Estados turcos: Modelo Euroasiático de Integración Global" fue impreso en azerbaiyano y más tarde se tradujo a los idiomas turco, kazajo, kirguiso, ruso, bosnio y húngaro. 
En 2017 fue publicado su colección de libros de 5 tomos, llamada “El Mundo Turco”.
- Primer libro - "Valores fundamentales del mundo turco"
- Segundo libro - "Pueblos turcos"
- Tercer libro  - "Historia del estatismo turco"
- Cuarto libro  - "Estudios turcos"
- Quinto libro - "Personalidades históricas del mundo turco"

En 2015 publicó en azerbaiyano el libro titulado "Tragedia armenia en 1915"  del historiador francés Georges de Maleville. En 2016 tradujo al azerbaiyano el libro titulado "Para que no te pierdas en el barrio” del novelista francés, laureado del Premio Nobel, Patrick Modiano. En 2018 tradujo al azerbaiyano la novela “El gran corazón” del escritor francés Jean Cristophe Rufin. En los últimos 10 años más de 60 artículos suyos fueron publicados en varias revistas científicas de Azerbaiyán, Turquía, EE.UU, Kazajistán, Ucrania y Rusia. Es autor de más de 100 artículos históricos, sociales y sociopolíticos publicados en publicaciones periódicas.
Domina azerbaiyano, ruso, turco, francés e inglés.

## Actividad política
El 7 de noviembre de 2010 fue elegido diputado del segundo distrito electoral N 115 de la aldea de Shaki durante las elecciones parlamentarias de la 4ª convocatoria a  la Asamblea Nacional de la República de Azerbaiyán. El 1 de noviembre de 2015 fue elegido diputado del segundo distrito electoral N 115 de la aldea de Shaki durante las elecciones parlamentarias de la 5ª convocatoria a  la Asamblea Nacional de la República de Azerbaiyán. Es miembro del Comité de Asuntos Internacionales y Relaciones Interparlamentarias, así como del Comité de Cultura de la Asamblea Nacional. Es jefe de los grupos de trabajo interparlamentarios de Azerbaiyán – Gran Bretaña y Azerbaiyán – Francia. 
Es miembro de los grupos de trabajo entre las Asambleas Nacionales de Azerbaiyán y de los parlamentos de Suiza, Hungría, Bosnia-Herzegovina, Kirguistán y Japón.
Es miembro de la delegación de la Asamblea Parlamentaria de los Países de Habla Turca. Es miembro de la delegación en la Asamblea Parlamentaria Euronest. Es copresidente del Comité de Cooperación Parlamentaria de UE-Azerbaiyán desde el enero de 2017.

## Actividad social
Javanshir es el fundador y editor en jefe de la revista científica "Discovery Azerbaijan" desde 2005. Es cofundador de la Unión Pública "Sociedad de la Amistad Azerbaiyán-Kazakistán". Es miembro de la Unión de Periodistas de Azerbaiyán desde 2010. En 2013 y 2018, fue elegido miembro de la Junta Directiva del Consejo de Prensa de Azerbaiyán en los VI y VII congresos de periodistas azerbaiyanos. En 2015 fue nombrado embajador honorario de la ciudad de Colmar (Francia). Es miembro de la Unión de Escritores de Azerbaiyán desde 2018.